# 保拉·莱顿
保拉·莱顿（西班牙語：Paula Leitón，2000年4月27日—），西班牙女子水球运动员。她曾代表西班牙参加2016年和2020年夏季奥林匹克运动会水球比赛，其中2020年奥运会获得一枚银牌。